# Magyar Északnyugati helyi érdekű vasút

Das Streckennetz der Magyar Északnyugati HÉV

Die Magyar Északnyugati helyi érdekű vasút, kurz Magyar Északnyugati HÉV (slowakisch: Uhorská severozápadna miestna železnica, deutsch wörtlich: Ungarische Nordwestliche Vizinalbahn) war eine Eisenbahngesellschaft in Ungarn, deren Strecken auf dem Gebiet der heutigen Slowakei lagen. Die Strecken der Gesellschaft stellten eine wichtige Ost-West-Verbindung von Südmähren in Richtung Budapest dar, die den Knoten Pozsony (Preßburg, heute: Bratislava) umging. Die Gesellschaft wurde nach 1918 infolge der Gründung der Tschechoslowakei verstaatlicht. 

## Strecken
- Trnava–Kúty (* 1897/1899)
- Lužianky–Leopoldov (* 1897/1898)
- Jablonica–Brezová pod Bradlom (* 1899)
- Kuty–Landesgrenze (* 1900)